# Ignacio Huguenet
Ignacio Nicolás Huguenet (Rosario, 5 marzo 1998) è un calciatore argentino, attaccante del Camioneros.

## Caratteristiche tecniche
È un centravanti.

## Carriera
Cresciuto nelle giovanili del Newell's Old Boys, ha esordito in prima squadra il 26 agosto 2017 in occasione del match di campionato perso 1-0 contro il Lanús.

## Statistiche

### Presenze e reti nei club
Statistiche aggiornate al 12 dicembre 2019.
| Stagione        | Squadra            | Campionato      | Campionato | Campionato | Coppe nazionali | Coppe nazionali | Coppe nazionali | Coppe continentali | Coppe continentali | Coppe continentali | Altre coppe | Altre coppe | Altre coppe | Totale | Totale | Totale |
| Stagione        | Squadra            | Comp            | Pres       | Reti       | Comp            | Pres            | Reti            | Comp               | Pres               | Reti               | Comp        | Pres        | Reti        | Pres   | Reti   |        |
| --------------- | ------------------ | --------------- | ---------- | ---------- | --------------- | --------------- | --------------- | ------------------ | ------------------ | ------------------ | ----------- | ----------- | ----------- | ------ | ------ | ------ |
| 2017-2018       | Newell's Old Boys  | PD              | 1          | 0          | CA              | 0               | 0               |                    | -                  | -                  |             | -           | -           | 1      | 0      |        |
| 2018-2019       | Defensa y Justicia | PD              | 8          | 0          | CA              | 0               | 0               |                    | -                  | -                  |             | -           | -           | 8      | 0      |        |
| Totale carriera | Totale carriera    | Totale carriera | 9          | 0          |                 | 0               | 0               |                    | -                  | -                  |             | -           | -           | 9      | 0      |        |